# Wenatchee Confluence State Park
Der Wenatchee Confluence State Park ist seit 1990 ein Erholungs- und Vogelschutzgebiet an der Mündung des Wenatchee River in den Columbia River. Er liegt nördlich der Stadt Wenatchee im Chelan County des US-Bundesstaates Washington. Der 80 ha große State Park ist durch den Wenatchee River in zwei Hälften geteilt.
Die beiderseitigen Uferzonen und der südliche Teil sind als Naturschutzzone mit Marschland, Kanälen, Inseln und Wanderwegen gestaltet. Bisamratte, Biber und über 200 Vogelarten kommen in dem als Horan Natural Area eingetragenen Gebiet vor. Darunter befinden sich Schwalbenmöwen, Sturmmöwen und Aztekenmöwen, sowie Küstenseeschwalben, Krabbenreiher, Grünreiher und Magnolien-Waldsänger. Weißkopfseeadler, Eistaucher, Kanadapfeifente, Krickente und Brautente können von der Fußgängerbrücke beobachtet werden, die beide Gebiete verbindet. Königstyrann, Arkansaskönigstyrann, Katzendrossel, Dunenspecht, Zedernseidenschwanz, und Schwalbenarten wie Veilchenschwalbe, Rauchschwalbe, Sumpfschwalbe kommen dort auch vor.
Im nördlichen Bereich sind verschiedene Bade-, Sport- und Erholungsanlagen sowie Übernachtungsmöglichkeiten für Camper vorhanden. In den Jahren von 2002 bis 2006 lagen die jährlichen Übernachtungszahlen zwischen 36.053 und 40.267 Gästen. Die Anzahl der Tagesbesucher lag in dem Zeitraum zwischen 209.080 und 480.886 Menschen.